# Lac de la Bouteille
Pour les articles homonymes, voir Bouteille (homonymie).
Le lac de la Bouteille est un cours d'eau descendant vers le nord dans la municipalité de Saint-Michel-des-Saints, dans la municipalité régionale de comté (MRC) de Matawinie, dans la région administrative de la Lanaudière, au Québec, au Canada.
Dès le milieu du XIXe siècle, la foresterie a été l'activité économique prédominante dans le secteur. Au XXe siècle, les activités récréotouristiques ont été mises en valeur.
La surface du lac est généralement gelée de novembre à avril. Néanmoins, la circulation sécuritaire sur la glace est habituellement possible de la mi-décembre à la fin mars.

## Géographie
Le lac de la Bouteille est situé à vol d'oiseau à :
- 1,8 km au sud-ouest du lac Tremblay,
- 5,9 km à l'ouest de "lac de tête" de la rivière Sans Bout,
- 5,0 km au sud de la Baie de la Bouteille (Matawinie),
- 3,4 km à l'est de la baie Ignace du Réservoir Taureau,
- 17,7 km au nord-est du centre du village de Saint-Michel-des-Saints.

D'une longueur de 19,4 km (dans le sens nord-sud) et d'une largeur de 5,6 km, le lac de la Bouteille reçoit les eaux de deux décharges venant de lacs situés en montagne :
- côté est : des lacs Frelon, des Moustiques et du Cousin. Chacun de ces lacs est doté d'un barrage à son embouchure ;
- côté ouest : du lac de la Roche et d'un petit lac sans nom.

Son embouchure est situé au nord du lac. Son émissaire est le ruisseau de la Bouteille lequel se dirige sur 6,3 km vers le nord en recueillant les eaux de la décharge du lac Tremblay. Ce ruisseau se déverse dans la baie de la Bouteille située au sud-est du réservoir Taureau.

## Toponymie
En Matawinie, les toponymes utilisant le terme "Bouteille" sont interreliés : le lac, la baie, le ruisseau et le barrage.
Le toponyme "Lac de la Bouteille" a été officialisé le 5 décembre 1968 à la Banque des noms de lieux de la Commission de toponymie du Québec.